# Ruyi's Royal Love in the Palace
Ruyi's Royal Love in the Palace (En Chino Tradicional: 如懿傳, Chino Simple: 如懿传, pinyin: Rúyì Zhuàn), es una serie de televisión china transmitida del 20 de agosto del 2018 hasta el 15 de octubre del 2018 por Tencent. El 29 de enero del 2019, el gobierno de China canceló el programa por no promover los valores socialistas.
La serie está basada en la novela "Hou Gong Ru Yi Zhuan" de Liu Lianz y es la secuela de la serie Empresses in the Palace.

## Sinopsis
Con el clan Ula-Nara en desgracia después de que la emperatriz Yixiu perdiera el favor del emperador Aisin-Gioro Yinzhen, su sobrina Ruyi aprende sobre la política del harem y comienza a subir de rango hasta convertirse en la Emperatriz de Qianlong, quienes al inicio tienen una buena relación, sin embargo debido a múltiples intrigas y conspiraciones de algunas concubinas celosas, el amor y la confianza entre ellos va desapareciendo gradualmente. A pesar de que Ruyi demuestra su inocencia, eventualmente se desilusiona de su esposo y de la dura vida en el palacio, sin embargo continúa sirviendo como una distinguida y justa emperatriz, hasta su muerte.

## Reparto[7][8]

### Personajes Principales
| Actor                       | Personaje          | Nº de episodios | Notas |
| --------------------------- | ------------------ | --------------- | --- |
| Zhou Xun Tiantian Huangyang | Ula-Nara Ruyi      | 83 2            | Emperatriz de Paso (Xian): Antes de recibir el título de Emperatriz, mantuvo los títulos de Lady Qing (Ce'fujin), Consorte Xian, Noble Dama, Consorte, Consorte Noble y finalmente el de Noble Consorte Imperial. Ruyi fue la primera heroína femenina de este drama. Es la segunda esposa del Emperador Aisin-Gioro Hongli (Qianlong), así como su amiga de la infancia y amante. Desafortunadamente la reputación de su familia afecta su lugar en el palacio, por lo que al inicio sólo se le concede el título de Consorte, sin embargo esto cambia y termina convirtiéndose en la Emperatriz de Qianlong. Su verdadero nombre es Qingying, hasta que la Emperatriz Viuda le otorga el nombre de Ruyi. Ruyi logra sobrevivir a las maquinaciones que se realizan en el Palacio Interior, debido a su fuerza y determinación, así como a la ayuda de sus amigos más cercanos. Ama a Qianlong y no desea poder ni favores de él, solamente estar a su lado. El gran amor que existe entre ellos comienza a debilitarse con los años y con las múltiples maquinaciones en las que Ruyi es implicada, haciendo que eventualmente Ruyi se decepcione del Emperador, y que Qianlong desconfíe de ella. Tras una gran discusión Ruyi corta su cabello frente a Qianlong, lo cual es visto como una gran ofensa contra él, y ocasiona que el Emperador la encierre y la despoje de su título como Emperatriz. Durante su encierro es diagnosticada con tuberculosis y el médico le dice que le queda poco tiempo de vida. Más tarde se descubren las malas acciones contra ella y Qianlong la restituye como Emperatriz, pero ella lo rechaza y muere poco después. |
| Wallace Huo                 | Aisin-Gioro Hongli | 83              | Emperador Qianlong: Antes de convertirse en el quinto Emperador de la Dinastía Qing mantuvo el título de Príncipe Bao. El emperador Qianlong o Hongli fue el primer héroe masculino de este drama. Es el cuarto hijo del Emperador Yongzheng y mantiene una relación tensa con su madre adoptiva Niohuru Zhenhuan, la Emperatriz Viuda Chongqing. Amigo de la infancia y el primer y único amor de Ruyi, quería convertirla en su esposa principal pero su padre el Emperador se opone y se ve obligado a tomarla como una consorte secundaria. Aunque al principio el Emperador era un joven benevolente y justo, con el tiempo se vuelve un hombre egoísta e inseguro, y su naturaleza sospechosa lo hace desconfiar erróneamente de Ruyi a pesar de demostrarle múltiples veces su amor por él. Ruyi se decepciona de él luego de diversos incidentes donde él no confía en ella. Sus grandes celos y desconfianza hacen que termine por repudiar a Ruyi como emperatriz, y después de su muerte, pasa el resto de sus días con una profunda amargura y remordimiento. |

#### Protagonistas Secundarios
| Actor        | Personaje        | N.º de episodios | Notas |
| ------------ | ---------------- | ---------------- | --- |
| Janine Chang | Keliyete Hailan  | 80               | Consorte Noble Yu: Antes de obtener el título de Consorte Noble (el cual fue póstumo), mantenía el título de dama de bordado, luego el de dama Hai (Shu'fujin), el de asistente de primera clase y Concubina Imperial. Hailan fue la segunda heroína femenina de este drama. Entró al Palacio de Qianlong (Aisin-Gioro Hongli) como una dama de bordado, sin embargo gracias a Ula-Nara Ruyi la ayuda a obtener el título de Señora (en inglés: "Mistress"). Hailan es la madre del príncipe Aisin-Gioro Yongqi, el hijo favorito del Emperador. Es una mujer amable y determinada, así como una amiga leal y confidente de Ruyi, a quien siempre llama "hermana". Aunque al principio era débil e indefensa y las demás concubinas la despreciaban, con el tiempo se vuelve fuerte y una consorte excepcionalmente influyente en el harem, y por lo general se encarga de defender a Ruyi de las consortes que se interponen o intentan lastimarla. |
| Vivian Wu    | Niohuru Zhenhuan | 64               | Emperatriz Xiaoshengxian (Emperatriz Viuda Chongqing): es la madre adoptiva del Emperador Aisin-Gioro Hongli (Qianlong). La emperatriz Zhenhuan fue la tercera heroína femenina de este drama. Aunque parece compartir una relación armoniosa con Qianlong, en realidad ésta es cautelosa y ambos desconfían del otro. Con el fin de asegurarse de continuar aumentando su poder al interior de la corte, coloca a concubinas que están bajo su mando a lado de Qianlong para espiarlo. Aunque al principio no le agradaba Qingying por ser la sobrina de su enemiga, la Emperatriz Ula-Nara, con el tiempo llega a apreciarla y le da el nombre de Ruyi. |
| Jing Chao    | Ling Yunche      | 40               | Es un hombre leal y empático que ayuda a Ula-Nara Ruyi, mientras ella es desterrada al Palacio Frío. Poco a poco comienza a sentirse atraído por Ruyi y la ayuda a atravesar sus momentos más difíciles en el palacio. Ling Yunche fue el segundo héroe masculino de este drama. En un principio es un guardia del Palacio Frío, posteriormente del Palacio Kun'ning, más tarde se convierte en Guardia Real Imperial de Lanling, en un Guardia Imperial Real de 1° er rango y finalmente en un eunuco del Palacio Yikun. Es el primer amor de Wei Yanwan y más tarde el esposo de Uya Miaoqian, quien lo traiciona y lo acusa falsamente de tener un romance con Ruyi. Wei Yanwan no puede olvidarlo e inclusive trata de seducirlo para embarazarse de él, sin embargo él la rechaza y Wei Yanwan se da cuenta de la atracción que él siente por Ruyi. Llena de celos y venganza, decide conspirar para hacer creer a Qianlong que él es amante de Ruyi. El Emperador ordena arrestarlo, castrarlo y posteriormente se le obliga a servir en el palacio de Ruyi como eunuco para humillarlos a ambos. Más tarde es asesinado por Hailan, cuando ésta se da cuenta de que él representaba una amenaza para la posición de Ruyi como Emperatriz. |

#### Las 4 grandes villanas
| Actor      | Personaje    | N.º de episodios | Notas |
| ---------- | ------------ | ---------------- | --- |
| Tong Yao   | Gao Xiyue    | 31               | Noble Consorte Imperial Huixian (Hui): Es una consorte de alto rango con una gran habilidad para tocar la Pipa, se ganó el mayor favor del emperador Qianlong en la primera mitad de la historia. Debido a la posición de su familia y de su padre como oficial de alto rango, Xiyue es arrogante y desafiante. Odia a Ruyi y elige unir fuerzas con la primera emperatriz Fuca Langhua para conspirar contra Ruyi. Ella trata a Langhua como su mejor amiga y se pone a su servicio como su aliada de mayor confianza. De gran belleza, es competente en las Cuatro Artes Chinas. Sin embargo detrás de su alegre imagen superficial, ella se comporta a su antojo, a menudo golpeando y reprendiendo fuertemente a otras concubinas. La tímida Hailan también fue considerada su enemiga durante un tiempo. Ella y Langhua usaron a A'ruo para conspirar en contra de Ruyi, hacerla caer en desgracia y enviarla al Palacio Frío. Cuando creyó que el fantasma de A'ruo la perseguía, perdió el favor del Emperador y luego Fuca Langhua la descartó. Después de que Ruyi le revelara que Fuca Langhua fue quien la hizo infértil, se da cuenta de que ha sido engañada y usada por quien creía su mejor amiga. En su lecho de muerte, expuso al Emperador todas las atrocidades que había hecho la Primera Emperatriz y lo contagia de sarna a propósito como regalo de despedida. |
| Dong Jie   | Fuca Langhua | 38               | Emperatriz Xiaoxianchun: La Primera Emperatriz del Emperador Qianlong. Fuca Langhua es elegante y digna, una emperatriz respetada y virtuosa que cumplió bien su papel. Muestra una fachada gentil, sin embargo, su verdadera personalidad es arrogante e intrigante. Envidia a Ruyi por su relación íntima con el Emperador y por haber sido elegida en un inicio como la esposa principal. Su madre, la Señora Mayor Fuca, autoriza a su asistente personal Sulian para que la proteja. Sulian siguió el consejo de Jin Yuyan y le pide a Gao Xiyue que orqueste todas las tramas para que la Emperatriz no se vea directamente implicada. Bajo estas manipulaciones, se vio envuelta en la conspiración para enviar a Ruyi al Hougong. Nombra eunucos y sirvientas de palacio para saber las preferencias del emperador y ponerlas en práctica, para poder mantener el estatus más alto en el corazón del emperador. Ella también tiene expectativas muy altas para su hijo varón, Yonglian, obligándolo a que estudiara mucho incluso cuando estaba enfermo, provocando que el príncipe se debilite y muera. Su segundo hijo, Yongcong, muere siendo un bebé debido a un contagio de viruela. Sus acciones equivocadas y enloquecidas provocan que el Emperador rompa con ella. Durante un viaje imperial al sur, ella cae en un lago de agua fría y desarrolla una fuerte fiebre que provoca su muerte. Langhua insiste en que Ruyi es la causante de todas sus desgracias, por lo que insiste en su inocencia y muere como una mujer llena de agravios. Antes de morir, le pide al Emperador que no seleccione a Ruyi como siguiente Emperatriz, mostrando su extraordinaria obsesión. Después de su muerte, su hija Jingse, la Gran Princesa Hejing, se asocia con Wei Yanwan. La posición de la Gran Princesa es más alta que la de la Segunda Emperatriz Ruyi (debido a la relación de sangre de la princesa con el emperador), por lo que Jingse busca perjudicar a Ruyi una y otra vez debido al deseo de su madre expresado sobre su muerte. |
| Xin Zhilei | Jin Yuyan    | 57               | Noble Consorte Imperial Shujia (Jia): Es una hermosa concubina coreana proveniente de Joseon, que fue la verdadera mente maestra tras la mayoría de incidentes en la primera mitad de la historia. Ella y su asistente personal Zhenshu hacen de Gao Xiyue y Fuca Langhua sus marionetas. Después de entrar al palacio, se esconde bajo la sombra de Gao Xiyue y Fuca Langhua, y no tiene lealtad a nadie de la dinastía Qing. El objetivo de la vida de Yuyan es ganarse el favor del Emperador y hacer que su hijo Yongcheng sea elegido Príncipe Heredero para ser el próximo Emperador, y así poder ayudar a su verdadero amor, el Príncipe de Joseon. En la superficie se comporta con neutralidad, pero en realidad es manipuladora y astuta, siempre pensando en cómo quitar de su camino a cualquiera que estorbe sus planes. Es muy buena instigando conflictos entre las concubinas, y fue la principal culpable tras la muerte de varias concubinas y descendientes imperiales. En la segunda mitad de la historia, se revelan sus malas acciones contra Ruyi y su ayudante Zhenshu es enviada de vuelta a Corea. Después de perder a su mayor estratega, urde una trama para intentar matar al emperador Qianlong y que su hijo pueda ser el próximo emperador del imperio Qing. Su plan fracasa y sólo le queda confiar en sus excelentes hijos para salvar su posición. Se convierte en el principal blanco de Wei Yanwan, quien tenía un fuerte deseo de venganza contra ella. Yuyan termina creyendo que todas las concubinas quieren atacarla y debido a su paranoia, finalmente desarrolla problemas mentales. Su hijo Yongcheng termina siendo desheredado y ella es encerrada en su palacio. Enferma y caída en desgracia, Ruyi la visita en sus últimos días y le da la noticia de que el Príncipe de Joseon la ha abandonado y se ha desentendido de ella. Al comprender que ha pasado toda su vida intentando complacer a un hombre que no la amaba, su espíritu se derrumba y se suicida sin dudarlo, prometiéndose a sí misma que si reencarna, buscará vivir una vida normal y pacífica. Tras su muerte, el Emperador le otorga el título póstumo de Noble Consorte Imperial "Shujia", un homófono de "perdedora". |
| Li Chun    | Wei Yanwan   | 57               | Emperatriz Xiaoyichun (Ling): Una joven ambiciosa que pasa de ser una sirvienta de palacio a una noble consorte imperial, puesta a cargo del harén después de que Ruyi perdiera el favor del emperador. Muy entusiasta por aprender, memoriza todos los puntos excelentes, técnicas artísticas, modismos y habilidades de las concubinas. Wei Yanwan transforma todo lo que aprende en armas para mejorar su posición. No le importa el amor y debido a esta personalidad tenaz, recibe un enorme favor del emperador Qianlong. En la primera mitad de la historia, ella era una chica nacida en una familia pobre que se convirtió en sirvienta de palacio y desde entonces, su familia la obligó a mantenerlos económicamente. Su madre tenía prejuicios contra ella y prefería a su hijo menor, aunque fuera un delincuente y bueno para nada. Ella también fue el primer amor de Ling Yunche, pero después de ser maltratada por Jin Yuyan, Ling Yunche no pudo ayudarla en absoluto. Esto provoca que ella lo desprecie diciéndole que no quiere ser la mujer de un guardia de palacio de bajo rango, así que corta los lazos con Ling Yunche y es ayudada por el eunuco Jin Zhong, que está enamorado de ella, para llamar la atención del Emperador y poder entrar en el harén. En la segunda mitad de la historia se dedica a aprender danza china, ópera Kunqu, tasación de joyas, tiro con arco y caballería de Mongolia para refinarse en su nueva posición como concubina. Mediante trucos de seducción y hábiles estratagemas, logra que el Emperador la promueva muy rápido y luego hace que todo el harén intimide a Jin Yuyan como venganza. Después de descubrir el afecto de Ling Yunche por Ruyi, no soporta los celos y los convierte en su principal blanco. Se convierte en una maestra de la manipulación y logra reunir a muchas personas influyentes y manejarlas a su antojo para perjudicar a Ruyi, como la Gran Princesa Hejing, artistas de Kunqu, la partera Tian, la concubina del quinto príncipe (hija de la partera Tian), el astrónomo imperial, funcionarios de la corte, la mayoría de las concubinas e incluso al mismo Emperador. Su fuerza mental de venganza es brillante, tremenda y cruel. En el enfrentamiento final, el Emperador mismo descubre todas sus mentiras y malas acciones. Se revela que ocasionó la muerte de muchas concubinas, descendientes imperiales y personas inocentes, y es condenada a ser envenenada diariamente. Luego de enloquecer tras pasar años encerrada, se le otorga la muerte. |

### Otros Personajes[12]

#### ElHougong
| Actor         | Personaje               | N.º de episodios | Notas |
| ------------- | ----------------------- | ---------------- | --- |
| Hu Ke         | Su Lüyun                | 55               | Noble Consorte Imperial Chunhui (Chun): Antes de obtener el título tenía el título de Dama Su (Shu'fujin), posteriormente de Concubina Imperial Chun, Consorte Chun y finalmente el de Consorte Noble. Fue seleccionada como concubina cuando el emperador Qianlong aún era príncipe. Aunque es una mujer ingenua que trata a todos con amabilidad, a menudo es manipulada para cometer actos malos. Ama mucho a su hijo Yongzheng y hace cualquier cosa por él. Tiene una buena relación con Ula-Nara Ruyi y Keliyete Hailan desde sus días en la Mansión del Príncipe Bao. Lüyun pierde el favor de Qianlong (Aisin-Gioro Hongli) cuando él descubre que había deseado la posición de Emperatriz para sí misma, más tarde muere debido a una enfermedad. |
| Cao Xiwen     | Chen Wanyin             | 44               | Consorte Noble Wan: Antes de recibir el título de consorte noble (el cual fue póstumo), fue asistente de segunda y primera clase, posteriormente concubina imperial y finalmente consorte. Fue seleccionada como concubina cuando el emperador Qianlong aún era príncipe. Es una joven tímida que nunca se unió a ningún grupo y prefería mantenerse callada, nunca fue favorecida y expresaba su amor por el Emperador Qianlong a través de innumerables pinturas de él. Tiene una buena relación con Ula-Nara Ruyi, pero sin saberlo forma parte del plan de Wei Yanwan para separar a Ruyi de Qianlong. |
| Han Dantong   | Huang Qiying            | 14               | Concubina Imperial Yi: Antes de recibir el título de concubina imperial (el cual fue póstumo) fue una de las doncellas personales de Fuca Langhua, posteriormente fue promovida a Señora luego de que Qianlong se aprovechara de ella, y finalmente a Dama Noble. Se convirtió en concubina cuando el emperador Qianlong aún era príncipe. Langhua y Gao Xiyue la despreciaban, ya que consideraban que era de bajo estatus y se había robado el afecto del Emperador. Sin que ellas lo sepan, Jin Yuyan hace que Qiying aborte al bebé que estaba esperando, para que no naciera antes que su propio hijo. Poco después Yi es manipulada por Langhua y Gao Xiyue, para que creyera que Ruyi había sido la culpable de su aborto mientras estuvo bajo su cuidado en su palacio. Sedienta de venganza, intenta asesinarla pero falla y termina muriendo debido a su estado de salud debilitado. |
| Zeng Yixuan   | Socolun A'ruo           | 27               | Concubina Imperial Shen: Su nombre verdadero es A'ruo y entra al palacio del Emperador Qianlong como parte de la dote de damas del palacio de Ula-Nara Ruyi. Originalmente era una sirvienta de Ruyi. Es una joven arrogante, superficial y de lengua afilada que es manipulada por Jin Yuyan y secretamente se alía con la Emperatriz y Gao Xiyue, en un esfuerzo por subir de posición. Después de incriminar falsamente a Ruyi de asesinar a los hijos de las concubinas Yi y Mei, el Emperador le da el título de concubina imperial, posteriormente obtiene el título de asistente de primera clase y finalmente el de Dama Noble. Aunque ella y todo el palacio creen que es favorecida por Qianlong, en realidad él la utiliza. Eventualmente se descubre que A'ruo incriminó a Ruyi y confiesa que la odia, es despojada de su título y es enviada al Palacio Frío como una plebeya, en donde se suicida. |
| He Hongshan   | Bai Ruiji               | 33               | Concubina Imperial Mei: Antes de obtener el título de concubina imperial, fue una músico del instrumento yueqin en la Mansión Sur, posteriormente una asistente de segunda y primera clase y una Dama Noble. Es detestada por Gao Xiyue, quien la considera inferior y rivaliza con ella en talentos. Ella fue la primera espía enviada por la emperatriz Zhenhuan para monitorear a Qianlong. Fue la primera mujer en ser llevada al Palacio Interior después de la ascensión de Qianlong como Emperador. Después de que Ruiji pierde a su hijo, quien había nacido con una terrible deformidad, su salud se debilita gradualmente y finalmente pierde el favor del Emperador. Aunque al principio cree que Ruyi fue la culpable de la muerte de su hijo, más tarde es manipulada para pensar que su hijo en realidad había sido asesinado por la Emperatriz Fuca y es utilizada como una pieza de ajedrez por Jin Yuyan para causar la muerte de la Emperatriz. Sin embargo cuando sus acciones son reveladas, es utilizada por Qianlong como un chivo expiatorio para debilitar el control de la Emperatriz Viuda dentro del harén. Finalmente sufre una muerte agraviada después de darse cuenta de que se había vengado de la persona equivocada. |
| Chen Haoyu    | Yehe-Nara Yihuan        | 21               | Consorte Shu: Antes de obtener el título de consorte, fue Dama Noble y Concubina Imperial. Ella fue la segunda espía enviada por la emperatriz Zhenhuan para monitorear a Qianlong. Es una joven de gran belleza, honesta, gentil, talentosa y de noble nacimiento, recomendada para entrar al Palacio por la Emperatriz Viuda Niohuru Zhenhuan. A pesar de convertirse en una de las piezas de ajedrez del plan de Zhenhuan, ha estado enamorada del Emperador Qianlong desde mucho tiempo atrás, cuando lo vio por primera vez durante una de sus salidas y se dedica completamente a él. Se mantiene fuera de los conflictos internos del palacio y se hace buena amiga de Ula-Nara Ruyi. Sin saberlo, durante años Qianlong le da un anticonceptivo disfrazado de medicina para inducir el embarazo, debido a su relación con Zhenhuan, por lo que cuando su hijo muere se vuelve en una mujer mentalmente inestable y cuando Wei Yanwan le revela las verdaderas intenciones de Qianlong, se suicida. |
| Yu Yang       | Lu Muping               | 29               | Noble Consorte Imperial Qinggong (Qing): Antes de recibir el título de noble consorte imperial (el cual fue póstumo) fue una de las asistentes de primera clase, luego recibió el título de Noble Dama Qing, Concubina Imperial y Consorte Qing. Ella fue la tercera espía enviada por la emperatriz Zhenhuan para monitorear a Qianlong y la primera asistente de Wei Yanwan. Es la hija del Viceministro de la Corte de Adoración Sacrificial (en inglés: "Court of Sacrificial Worship"), y es enviada por la Emperatriz Viuda para que actúe como su espía. Después de que la concubina Mei la hace beber una medicina para volverla infértil, comienza a trabajar para Wei Yanwan. Es una concubina intrigante, hipócrita y convenenciera. |
| Liu Meitong   | Bai'ergesi Kezhuzi      | 19               | Concubina Imperial Ke: Antes de obtener el título de concubina era una Dama Noble. Fue la primera princesa de Mongolia en unirse al Palacio Interior de la dinastía Qing. Es una descendiente de la realeza mongola, muy buena en caballería y arquería. De personalidad alegre y honesta, es cercana a Barin Meiruo y odia a Wei Yanwan. |
| Zhang Jianing | Barin Meiruo            | 23               | Consorte Noble Ying: Antes de obtener el título fue una Concubina Imperial y posteriormente Consorte. Fue la segunda princesa de Mongolia en unirse al Palacio Interior de la dinastía Qing. Proviene de la realeza mongola, es una joven con mucho espíritu y se dice que tiene una "belleza sureña". Desprecia a Wei Yanwan y a Jin Yuyan, y se hace muy buena amiga de Ula-Nara Ruyi. Después de perder a su hija en un aborto provocado por el perro de Jin Yuyan, instigado por Wei Yanwan, adopta y cría a la hija de ésta. |
| Zhao Ke       | Borjigit Eyinzhu        | 5                | Consorte Yu: Antes de alcanzar el título de consorte, fue una concubina imperial. Fue la tercera princesa mongola en unirse al Palacio Interior de la dinastía Qing y la segunda asistente de Wei Yanwan. Es una mujer de más de 30 años al momento de unirse al harén. Cuando el Emperador descubre que había mentido sobre Ruyi, pierde su título y es enviada a la cámara de tortura. Es una mujer que desciende de la realeza mongola y al inicio era una de las favorecidas por Qianlong, sin embargo cuando comienza a perder el favor del Emperador, Eyinzhu comienza a inventar mentiras, incluyendo incriminar a Ruyi de tener una aventura con Ling Yunche. |
| Li Qin        | Han Xiangjian           | 12               | Consorte Rong: Antes de alcanzar el título de consorte, fue Dama Noble y posteriormente una Concubina Imperial. Era la única princesa de Turquestán Oriental que se unió al Palacio Interior de la dinastía Qing, de una belleza exquisita e irresistible. Es una mujer hermosa que es llevada al palacio por el General Zhaohui después de que su tribu fuera conquistada por el Imperio Qing. Sin embargo, odia su estancia en la Ciudad Prohibida y su único objetivo es el de asesinar a Qianlong para vengarse de su prometido, Han Qi, muerto por una avalancha mientras ella era llevada a la capital. Se lleva bien con Ula-Nara Ruyi, con quien está agradecida por haberla salvado de su depresión. Qianlong se obsesiona con Xiangjian y le hace extraordinarios regalos para conseguir su amor, pero ella lo rechaza en todo momento ya que sabe que no la ama realmente y sólo la desea por su físico. Es una mujer melancólica que no teme expresar sus verdaderos pensamientos, y aprovecha su gran belleza para decirle al Emperador lo que nadie más se atreve a decirle. |
| Jiang Ruijia  | Wang Fuzhi              | -                | Consorte Dun: Antes de alcanzar el título de consorte fue una de las damas del palacio que trabajaba en el jardín, posteriormente una de las asistentes de primera clase, finalmente entra al palacio como una dama noble y más tarde se vuelve una concubina imperial cuando Qianlong la ve mientras paseaba, pronto se gana el favor del emperador debido a su gran parecido a Ruyi y Wei Yanwan. |
| Sun Wenting   | Lady Lin                | 13               | Noble Dama Gong: Antes de alcanzar el título de Dama Noble, fue una de las asistentes de primera clase. Es una mujer de ascendencia mongol. Es cercana a Barin Meiruo y odia a Wei Yanwan. |
| Wang Mian     | Lady Silin-Gioro        | 4                | Es la asistente de primera clase Xi. |
| Zhao Ruoxi    | Xiu Liqin               | -                | Es la asistente de primera clase Xiu. Previamente fue una dama del palacio y luego una asistente de segunda clase. |
| Zhu Jue       | Lady Suochulun (Socoro) | 5                | Es la asistente de primera clase Rui. |
| Song Qinglin  | Lady Lu                 | 3                | Es una de las asistentes de primera clase. |
| Xia Yuxia     | Lady Kui                | 7                | Es una de las asistentes de primera clase. |
| Qu Rong       | Lady Ping               | 5                | Es una de las asistentes de primera clase. Previamente fue una dama del palacio y luego una asistente de segunda clase. |
| Huang Lulu    | Asistente Bai           | 4                | Es una de las asistentes de primera clase. |
| Sun Wanting   | Asistente Ning          | -                | Es una de las asistentes de primera clase. |
| Yang Wanyi    | Asistente Wu            | -                | Es una de las asistentes de primera clase. |
| Gao Rui       | Asistente Bai           | -                | Es una de las asistentes de primera clase. |
| Jin Ning      | Asistente Fu            | -                | Es una de las asistentes de primera clase. |

#### Realeza
| Actor                                 | Personaje                   | N.º de episodios | Notas |
| ------------------------------------- | --------------------------- | ---------------- | --- |
| Zhang Fengyi                          | Aisin-Gioro Yinzhen         | 2                | Emperador Yongzheng: es el padre del Emperador Aisin-Gioro Hongli (Qianlong). Después de deponer a la Emperatriz Ula-Nara, se opone a que Hongli elija a Ruyi como su esposa principal, ordenándole que deje el palacio y haciendo que en su lugar elija a Fuca Langhua. Sin embargo, permite que Ruyi regrese al palacio como esposa secundaria luego de que Hongli le rogara que la perdonara. |
| Joan Chen                             | Ula-Nara Yixiu              | 6                | Emperatriz Xiaojingxian (Emperatriz Xiaojing) es la antigua Emperatriz del Emperador Yongzheng, y la tía de Ula-Nara Ruyi. Ella es depuesta junto con su hijo Hongshi después de ser acusados de conspirar contra el emperador. |
| Xu Meiling (Zhu Yan)                  | Concubina Imperial Viuda Ji | 3                | Es una antigua concubina que fue desterrada al Palacio Frío, donde conoció a Ula-Nara Ruyi e intentó asesinar a Niohuru Zhenhuan. Pese a tener poco más de 30 años, tiene la apariencia de una anciana y odia a Niohuru Zhenhuan, aunque no se sabe la razón exacta, se conoce que está en el Palacio Frío gracias a ella. |
| Li Jie Ma Qiyue                       | Aisin-Gioro Hongshi         | 1 -              | Es el 3.er hijo del Emperador Yongzheng y el hijo adoptivo de Ula-Nara Yixiu, quien es despojado de su rango noble y expulsado del palacio después de ser acusado falsamente de traición al emperador. |
| Wang Xiao                             | Aisin-Gioro Hongzhou        | 2                | Príncipe He: es el quinto hijo del Emperador Yongzheng. |
| Xuan Lu                               | Aisin-Gioro Hengchuo        | 2                | Princesa Mayor Duanshu: es la hija mayor del Emperador Yongzheng y Niohuru Zhenhuan, quien ha estado casada con un príncipe Mongol desde que era joven. Es la media hermana del Emperador Aisin-Gioro Hongli (Qianlong), a quien le guarda cierto resentimiento por enviarla lejos siendo demasiado joven. |
| Wang Herun                            | Aisin-Gioro Hengti          | 3                | Princesa Mayor Roushu: es la joven hija del Emperador Yongzheng y Niohuru Zhenhuan. Es la media hermana del Emperador Aisin-Gioro Hongli (Qianlong). |
| Ding Qiao Wang Jianhe Ye Kaiwan       | Aisin-Gioro Yonghuang       | 3 1 12           | Príncipe Ding: Él el primer hijo varón de Qianlong, por lo tanto es el príncipe mayor. Hijo biológico de la consorte noble imperial Zhemin, quien murió tiempo atrás en la historia, sufre de malos tratos por parte de las nanas al no tener una madre. Después se convierte en el hijo adoptivo de Ula-Nara Ruyi, a quien llama cariñosamente "madre". Más tarde se convierte en el hijo adoptivo de Su Lüyun. Al inicio es un joven inocente y de mente simple, sin embargo más tarde se vuelve una persona ambiciosa y compite por el trono. Yonghuang es manipulado por Jin Yuyan para hacerle creer que la Emperatriz había matado a su madre biológica, lo que ocasiona que él pierda el favor del Emperador.                                       |
| Yu Yao                                | Aisin-Gioro Yonglian        | 6                | Príncipe Heredero Duanhui: es el 2.º príncipe y el hijo de Aisin-Gioro Hongli (Qianlong) y Fuca Langhua. Muere joven debido a un ataque de asma. |
| Guan Xueying Wu Yujue Liu Sitong      | Aisin-Gioro Jingse          | 15 1 -           | Princesa Gurun Hejing: es la 3.ª princesa y la hija de Aisin-Gioro Hongli (Qianlong) y Fuca Langhua. Es la hija más amada del emperador debido a que ella fue, durante mucho tiempo, su única hija. Es una joven orgullosa y arrogante que menosprecia a todas las consortes imperiales debido a su noble nacimiento, ya que es hija de ambos emperadores y por lo tanto, es la princesa legítima. Odia a Ula-Nara Ruyi debido a su rivalidad con su madre, y por haber sido pieza clave para que Qianlong decidiera casarla con un príncipe Mongol de la tribu Khorchin. Después de que su hijo Qing You fuera aparentemente salvado de ahogarse por Wei Yanwan, la apoya en sus planes para destruir a Ruyi, hasta que se da cuenta de su gran ambición. |
| Cheng Xingyuan Liu Zeyu He Luanhui    | Aisin-Gioro Yongzhang       | 5 4 -            | Príncipe Xun: Es el 3.er príncipe y el hijo de Aisin-Gioro Hongli (Qianlong) y Su Lüyun. Es un hombre ambicioso y calculador, cuya madre lo persuade para competir por la posición de Príncipe Heredero. Después de la muerte de la Emperatriz Fucha Langhua, pierde el favor de su padre. |
| An Jie Hu Xianxu Rong Zishan          | Aisin-Gioro Yongcheng       | - 9 5            | Príncipe Lü: Es el 4.º príncipe y el hijo de Aisin-Gioro Hongli (Qianlong) y Jin Yuyan. Es un joven talentoso que al inicio es muy favorecido por su padre y se convierte en su hijo predilecto. Termina perdiendo su confianza debido al incidente del Jardín Mu Lan y las múltiples maniobras de Jin Yuyan para que su hijo sea el principal aspirante al trono, por lo que es desheredado y expulsado del palacio. |
| Qu Chuxiao Bian Cheng Wu Zejinxi      | Aisin-Gioro Yongqi          | 11 9 5           | Príncipe Rong: Es el 5.º príncipe y el único hijo de Aisin-Gioro Hongli (Qianlong) con Keliyete Hailan. Es un joven sensible, talentoso e inteligente, y el hijo favorito de Qianlong. Aunque al inicio es muy cercano a Ula-Nara Ruyi, luego se distancia de ella luego de ser manipulado por Tian Yunjiao. Más tarde muere debido a la celulitis ósea. |
| Zhang Jinze Zhou Jinshi Chixu Xuanzhe | Aisin-Gioro Yongrong        | - 2 3            | Príncipe Shen: Es el 6.º príncipe y el hijo de Aisin-Gioro Hongli (Qianlong) y Su Lüyun. |
| He Xinrui                             | Aisin-Gioro Jingyan         | -                | Princesa Heshuo Hejia: Es la 4.ª princesa y la hija de Aisin-Gioro Hongli (Qianlong) y Su Lüyun. |
| Ma Boquan Ha Lin                      | Aisin-Gioro Yongxuan        | 3 -              | Príncipe Yishen: Es el 8.º príncipe y el hijo de Aisin-Gioro Hongli (Qianlong) y Jin Yuyan. Su silla de montar es alterada en secreto por orden de Wei Yanwan, lo que ocasiona que caiga de su caballo y quede con una discapacidad permanente en una pierna, y que Yongqi sea inculpado por Jin Yuyan. |
| Dongli Wuyou Zhang Yaoyang            | Aisin-Gioro Yongxing        | -                | Príncipe Cheng: Es el undécimo príncipe y el hijo de Aisin-Gioro Hongli (Qianlong) y Jin Yuyan. |
| Xu Lingchen Ye Shengtong Lin Jingzhe  | Aisin-Gioro Yongji          | 5 7 4            | Es el duodécimo Príncipe y el hijo de Aisin-Gioro Hongli (Qianlong) y Ula-Nara Ruyi. Ling Yunche se convierte en su guardia personal y se toman bastante aprecio. Yongji es utilizado por Wei Yanwan como un peón para que Qianlong crea que Ruyi efectivamente tiene un romance con Ling Yunche, poniendo setas venenosas en su comida para que alucinara al verlos juntos. El joven Yongji se decepciona de todos quienes lo rodean y cae en depresión. |
| Lin Jingyi                            | Aisin-Gioro Jingsi          | 2                | Princesa Gurun Heyi: Es la 5.ª princesa y la hija de Aisin-Gioro Hongli (Qianlong) y Ula-Nara Ruyi. Jingsi nace con una enfermedad del corazón que empeora por un sobresalto que le causó el perro de Jin Yuyan, luego de caer en una trampa orquestada por Wei Yanwan. Este sobresalto le provoca la muerte, siendo muy sentida por sus padres.</small |
| Jin Ziqi                              | Aisin-Gioro Jingyuan        | 1                | Princesa Gurun Hejing: Es la 7.ª princesa y la hija de Aisin-Gioro Hongli (Qianlong) y Wei Yanwan. Desde su nacimiento fue adoptada por Barin Meiruo, por lo que la considera a ella como su verdadera madre. Jingyuan quiere a Ula-Nara Ruyi y odia a Yanwan, ya que sabe que ella le hace daño a Ruyi. |
| Chen Yuan'er                          | Aisin-Gioro Jingwan         | -                | Princesa Heshuo Hege: Es la 9.ª princesa y la hija de Aisin-Gioro Hongli (Qianlong) y Wei Yanwan. Fue separada de su madre desde su nacimiento, por lo que tiene una débil relación con ella. |
| Wei Zihan Chen Xuetao                 | Aisin-Gioro Yongyan         | - 3              | Príncipe Jia (Emperador Jiaqing): Es el decimoquinto Príncipe, el hijo de Aisin-Gioro Hongli (Qianlong) y Wei Yanwan, así como el hermano de Jingwan. Al final del reinado de Qianlong, él es nombrado Príncipe Heredero. |
| Tang Jiaze                            | Príncipe Qingyou            | -                | Es el hijo de Jingse y el esposo de ésta, Septeng Baljur. Es el pequeño heredero del trono Khorchin. |
| Huang Lan                             | -                           | 1                | Es la esposa de Aisin-Gioro Yongrong. |
| Tang Chengjing                        | Lady Wuzhaku                | 2                | Es la esposa de Aisin-Gioro Hongzhou. |
| Ma Yanan                              | Lady Yilali                 | 3                | Es la esposa rincipal de Aisin-Gioro Yonghuang. |
| Tang Mengjia                          | Lady Irgen Gioro            | -                | Es la esposa principal de Aisin-Gioro Yongcheng. Es una joven de noble cuna seleccionada especialmente por Jin Yuyan. |
| Li Yiru                               | Lady Sirin-Gioro            | 2                | Es la esposa principal de Aisin-Gioro Yongqi. |
| Wu Qian                               | Tian Yunjiao                | 8                | Es la concubina de Aisin-Gioro Yongqi y la hija de la partera Tian. Es manipulada por Wei Yanwan y le hace creer que Ula-Nara Ruyi había causado la muerte de su madre. Ella es enviada bajo una identidad falsa para convertirse en la concubina de Yongqi y comienza a sembrar discordia entre él y Ruyi. Muere suicidándose después de acusar a Ruyi de la muerte de Yongqi frente al Emperador. |

#### Oficiales
| Actor         | Personaje      | N.º de episodios | Notas                                                                                                |
| ------------- | -------------- | ---------------- | --- |
| Qin Yan       | Zhang Tingyu   | 5                | Es el Miembro del Gran Consejo, odia a la Emperatriz Viuda y a menudo va en contra de sus opiniones. |
| Jia Yanlong   | Fucha Fuheng   | 8                | Es un oficial de alto rango y Comandante en Jefe. También es el hermano de Fuca Langhua.             |
| Gao Lancun    | Gao Bin        | -                | Es el ministro de confianza de Qianlong y el padre de Gao Xiyue.                                     |
| Wang Jinsong  | Ula-Nara Narbu | -                | Es el Ministro de izquierda y el padre de Ula-Nara Ruyi.                                             |
| Ma Weifu      | Liu Tongxun    | 3                | Es un político y el Ministro de los Ocho Banners.                                                    |
| Huang Wei     | Niohuru Naquin | -                | Es un Ministro de los Ocho Banners y un pariente cercano de Niohuru Zhenhuan.                        |
| Zhang Xingzhe | Zhao Hui       | -                | |
| Wu Lihua      | Yue Zhongqi    | -                | |

#### Sirvientes

##### Hombres

###### Guardias
| Actor          | Personaje    | N.º de episodios | Notas |
| -------------- | ------------ | ---------------- | --- |
| Meng Zhaozhong | Zhao Jiuxiao | 11               | Es un Guardia Imperial y buen amigo de Ling Yunche. Está enamorado de Lancui, por lo que cuando Wei Yanwan lo amenaza con matarla si no la ayuda a incriminar a Ruyi de dañar al 8.º Príncipe, el lo hace. |
| Jin Song       | Li Jinzhu    | -                | Es un guardia en el Palacio Frío. |
| Xu Zhiming     | Ertao        | -                | |

###### Médicos
| Actor           | Personaje   | N.º de episodios | Notas |
| --------------- | ----------- | ---------------- | --- |
| Yuan Wenkang    | Jiang Yubin | 37               | Es un médico imperial, así como el amigo de la infancia de Li Yu y Suoxin. Es un hombre amable y uno de los principales aliados de Ruyi. Más tarde se convierte en el esposo de Suoxin.                                                                               |
| Wang Quanyou    | Qi Ru       | 22               | Es el Jefe Médico Imperial, quien tras las espaldas de Aisin-Gioro Hongli (Qianlong) trabaja en secreto para la Emperatriz Viuda, por lo que cuando Qianlong descubre la verdad se enfurece y lo manda matar, haciendo pasar su muerte con un ahogamiento accidental. |
| Wang Liusheng   | Médico Zhao | -                | |
| Pu Feng         | Médico Bao  | -                | Es uno de los médicos imperiales, aliado de Wei Yanwan. |
| Wang Zhimin     | Médico Xu   | 5                | Es uno de los médicos imperiales. |
| Huang Ningsheng | Médico Zha  | -                | |

###### Eunucos
| Actor            | Personaje     | N.º de episodios | Notas |
| ---------------- | ------------- | ---------------- | --- |
| Shen Baoping     | Su Peisheng   | -                | Es el asistente personal del Emperador de Yongzheng. |
| Huang Ming       | Li Yu         | 74               | Fue el asistente adjunto del palacio de Yangxin y posteriormente el asistente principal del palacio, luego de un tiempo se convierte en el eunuco del jardín Yuanming y finalmente en el asistente principal del Palacio Yangxin y el asistente personal de Aisin-Gioro Hongli (Qianlong). A menudo ayuda a Ula-Nara Ruyi, ya que una vez ella lo ayudó. Es un antiguo conocido de Jiang Yubin y Suoxin, ya que provienen del mismo pueblo. Está enamorado de Suoxin, y aunque ella lo aprecia, no le corresponde. |
| Hu Ming          | Wang Qin      | 12               | Es el Jefe del personal del Palacio Yangxin, así como el asistente personal de Aisin-Gioro Hongli (Qianlong). Está enamorado de Lianxin y la obliga a casarse con él al aceptar trabajar para Fuca Langhua. A menudo es hostil hacia Li Yu, ya que está celoso de él. Wang Qin es abusivo y maltrata a Lianxin cuando están solos, por lo que Ruyi la ayuda Y Wang Qin es expulsado del palacio, convertido en mendigo.                                                                                            |
| Jiang Xuewu      | Jinzhong      | 39               | Es el asistente de Aisin-Gioro Hongli (Qianlong) y uno de los discípulos de Li Yu. Colabora con Wei Yanwan para destruir a Ula-Nara Ruyi, para que él pueda ocupar el lugar de Li Yu cercano al emperador. Está enamorado de Wei Yanwan y odia a Ling Yunche porque sabe que ella no lo ha olvidado. Más tarde es asesinado por Wei Yanwan cuando se da cuenta de que ya no le es útil. |
| Zhang Juju       | Jinbao        | 33               | Es el asistente de Aisin-Gioro Hongli (Qianlong) y uno de los discípulos de Li Yu. |
| Han Yu           | Xiao Linzi    | -                | Es el asistente de Aisin-Gioro Hongli (Qianlong), quien es sobornado por Gao Xiyue para obtener información para Gao Bin. |
| Li Qi            | Sanbao        | 53               | Es el asistente personal de Ula-Nara Ruyi, y uno de sus leales aliados. |
| Gao Weibo        | Xiaofuzi      | 4                | Es el asistente de Ula-Nara Ruyi. |
| Chen Zhuo        | Wu Fu         | -                | Es el asistente de Ula-Nara Ruyi. |
| Zhong Weihua     | Cheng Han     | -                | Es el asistente personal de Niohuru Zhenhuan, quien en realidad es enviado por Fuca Langhua para vigilar a Zhenhuan. |
| Ma Bo            | Zhao Yitai    | 20               | Es el asistente personal de Fuca Langhua. |
| Liu Zikai        | Qian Shuangxi | 9                | Es el asistente personal de Gao Xiyue. Es hábil para manejar serpientes. |
| Chen Muyi        | Wang Chan     | 19               | Es el asistente personal de Wei Yanwan. |
| Wang Peidong     | Xiao Lizi     | -                | Es el asistente de Su Lüyun, quien luego se convierte en el eunuco de la Sala de Estudio. |
| Yang Shuo        | Xu An         | 9                | Es el eunuco en Jefe de la Casa de Asuntos Respetuosos. |
| Yu Tong          | Qin Li        | 9                | Es el eunuco del Departamento de Asuntos Internos. |
| Yang Yang        | Xiao Lüzi     | 4                | Es el eunuco de la cocina imperial, fue uno de los instruidos por Fuca Langhua para incriminar a Ula-Nara Ruyi.. |
| Zhang Shu        | Xiao Anzi     | -                | Es uno de los eunucos del Departamento de Asuntos Internos y uno de los instruidos por Fuca Langhua para incriminar a Ula-Nara Ruyi. |
| Ah Xing          | Xiao Leizi    | -                | Es el asistente personal de Aisin-Gioro Yongqi. |
| Chang Cheng      | Xiao Guizi    | -                | |
| Wang Zhen        | Xiao Shunzi   | -                | |
| Ma Xin Li Pengwu | Xiao Lezi     | 2 -              | |
| Liu Xue          | Eunuco Ma     | -                | |

###### Otros
| Actor                | Personaje            | N.º de episodios | Notas |
| -------------------- | -------------------- | ---------------- | --- |
| Ha Yingqun           | Qin Tianjian         | 6                | Es el astrónomo imperial, quien colabora con Wei Yanwan para incriminar a Ula-Nara Ruyi y a Yehe-Nara Yihuan, lo que ocasiona que el Emperador se distancíe de Ruyi. Después de los incidentes, es expulsado del palacio y asesinado en secreto por Chunchan. |
| Steven T. Boergadine | Giuseppe Castiglione | 5                | Originario de Italia, es el pintor imperial. Es un anciano que ha trabajado para 3 emperadores diferentes y pintó el retrato de Qianlong y Ruyi tomados de la mano.                                                                                           |

##### Mujeres
| Actor          | Personaje                | N.º de episodios | Notas |
| -------------- | ------------------------ | ---------------- | --- |
| Chen Xiaoyun   | Suoxin                   | 47               | Es una de las asistentes personales de Ula-Nara Ruyi. Es una joven observadora y de buen corazón, que es leal a Ruyi durante los tiempos difíciles. Está enamorada de Jiang Yubin y más tarde se casa con él. Cuando es sometida a una excesiva tortura por culpa de Jin Yuyan, Suoxin queda con una discapacidad permanente en una pierna. Ruyi entonces decide casarla con Jiang Yubin para que pueda irse y vivir tranquila lejos de las intrigas de palacio. |
| Huan Qi        | Rongpei                  | 37               | Es una de las asistentes personales de Ula-Nara Ruyi. Ruyi la conoce después de la partida de Suoxin, y se da cuenta de que es una mujer firme, capaz y leal. Ella aprecia mucho a Ruyi, hace todo por ella y se convierte en su confidente y amiga personal. Inmediatamente después de la muerte de Ruyi, ella muere también. |
| Zheng Shuijing | Lingzhi                  | 25               | Es una de las asistentes de Ula-Nara Ruyi. |
| Chen Erjia     | Yunzhi                   | 13               | Es una de las asistentes de Ula-Nara Ruyi. |
| Li Linfei      | Shuizhi                  | 13               | Es una de las asistentes de Ula-Nara Ruyi. |
| Gong Xiaoxuan  | Yuhu                     | 34               | Es la criada del Palacio Imperial y la asistente de Aisin-Gioro Hongli, fue la antigua asistente personal de la madre biológica de Hongli. Yuhu es una mujer justa y honesta que ayuda a Hongli a vigilar el palacio interno e investigar todos los incidentes que en él ocurren. |
| Guo Hong       | Fujia                    | 63               | Es la asistente personal de Niohuru Zhenhuan. |
| Zhang Yanyan   | Xiuxia                   | -                | Es la asistente personal de Ula-Nara Yixiu. |
| Min Chunxiao   | Sulian                   | 38               | Es una de las asistentes personales de Fuca Langhua. A menudo ayuda a Langhua a conspirar contra las otras consortes a sus espaldas. Más tarde es asesinada por Zhenshu para levantar sospechas contra Su Lüyun. |
| Wang Xiaocheng | Lianxin                  | 35               | Es una de las asistentes personales de Fuca Langhua. Fue forzada a casarse con Wang Qin bajo las órdenes de la Emperatriz, para que él le fuera leal. Lianxin es agredida y abusada por Wang Qin mientras es su esposa, y busca suicidarse cayendo al lago pero es salvada por Ruyi, quien le promete ayudarla para ser liberada de su matrimonio con él. Tras una maniobra, logra que el Emperador anule su matrimonio con Wang Qin. Cuando Fuca Langhua cae al agua, Lianxin mira pero decide no hacer nada para salvarla, lo que finalmente la lleva a su muerte suicidándose por su sentimiento de culpa. |
| Liu Jia        | Yexin                    | 72               | Es la asistente personal de Keliyete Hailan. |
| Zhang Huanhuan | Xiangyun                 | -                | Es la asistente de Keliyete Hailan. Fue instruida por Gao Xiyue para incriminar a Hailan de haber robado su carbón. Muere siendo castigada por traicionar a Hailan. |
| Li Bingyi      | Zezhi                    | 15               | Es la asistente de Ula-Nara Ruyi, más tarde fue enviada para servirle a Keliyete Hailan. |
| Xia Nan        | Lixin                    | 47               | Es la asistente personal de Jin Yuyan. |
| Guo Yuanyuan   | Zhenshu                  | 27               | Es la asistente personal de Jin Yuyan. Es una sanadora altamente calificada de Joseon. Fue la responsable de incriminar a Ula-Nara Ruyi y acusarla falsamente de tener una aventura con Anji Bosang, el Gran Maestro Budista. Después de ser descubierta, es desterrada de regreso a Joseon (Corea). |
| Zhou Xiaoqin   | Doncella del Palacio Yan | 4                | Es la asistente de Jin Yuyan. |
| Sun Qianqian   | Moxin                    | -                | Es la asistente personal de Gao Xiyue. Después de su muerte busca vengarse por ella, buscando a Ruyi y Hailan para pasarle la viruela a Yongcong, hijo de la Emperatriz, pero ellas se niegan. Más tarde se asocia con Bai Ruiji, quien acepta usar un pañuelo contaminado para contagiar a la nodriza de Yongcong y ocasionarle la muerte. Más tarde Moxin muere debido a la viruela. |
| Li Mengyang    | Xingxuan                 | 29               | Es la asistente de Gao Xiyue. |
| Wang Chun      | Chunchan                 | 53               | Es la asistente personal de Wei Yanwan. Una mujer que está detrás de todos los planes de Wei Yanwan. Luego de quedar marcada por el incidente de Ling Yunche y Lancui, y de temer ser asesinada como Jingzhong, le reveló al Emperador todas las malas acciones de Wei Yanwan. |
| Yang Liu       | Lancui                   | 26               | Es la criada personal de Wei Yanwan, fue utilizada como carnada para amenazar a Zhao Jiuxiao y así hacerle daño al 8.º Príncipe. |
| Bai Lan        | Kexin                    | 52               | Es la asistente personal de Su Lüyun. |
| Ding Liuyan    | Suyun                    | 28               | Es la asistente personal de Bai Ruiji. |
| Shi Min        | Hexi                     | 18               | Es la asistente personal de Yehe-Nara Yihuan. |
| Zhang Xinying  | Xinyan                   | 10               | Es la asistente personal de Socolun A'ruo. |
| Wang Jingya    | Shunxin                  | 42               | Es la asistente personal de Chen Wanyin. |
| Wang Xinwen    | Ahbao                    | 19               | Es la asistente personal de Barin Meiruo. |
| Zhang Menghan  | -                        | 16               | Es la criada personal de Bai'ergesi Kezhuzi. |
| Chen Mengxi    | Xipo                     | 9                | Es la asistente personal de Han Xiangjian. |
| Gao Dongyu     | Hali                     | 6                | Es una de las asistentes de Han Xiangjian. |
| Zhang Xinyuan  | Gu Li                    | 5                | Es una de las asistentes de Han Xiangjian. |
| Ma Lan         | -                        | 17               | Es la asistente personal de Lu Muping. |
| Huang Wen      | Huanxin                  | 12               | Es la asistente personal de Huang Qiying. |
| Zhao Jing      | Duoyun                   | -                | Es una de las asistentes personales de Borjigit Eyinzhu. |
| Jin Xi         | Duoyan                   | -                | Es una de las asistentes personales de Borjigit Eyinzhu. |
| Tian Miao      | Partera Tian             | 5                | Es la madre de Tian Yunjiao, fue comprada por Wei Yanwan y cometió muchos actos malvados para ella, entre ellos hacer que el 13° príncipe, hijo de Ruyi, naciera muerto. |
| Tu Yufang      | Niñera Han               | -                | Es la niñera de la Princesa Aisin-Gioro Jingwan. |
| Teng Aihong    | Niñera Cui               | 4                | |
| Zhu Chunjing   | Niñera Zhao              | -                | |
| Yang Xue'ruo   | Niñera Liu               | -                | |
| Wang Qingru    | Niñera Chun              | -                | |
| Zhang Li       | Niñera Li                | -                | |

### Otros Personajes
| Actor          | Personaje       | N.º de episodios | Notas |
| -------------- | --------------- | ---------------- | --- |
| Wang Wei       | Uya Miaoqian    | 7                | Es la hija de un funcionario, estaba comprometida a Ling Yunche para ser su esposa, pero ve a Yunche como una persona inferior y no tiene una buena relación con él. Debido a sus celos, colaboró con Borjigit Eyinzhu para acusar a Yunche de tener un romance con Ula-Nara Ruyi. Más tarde Ling Yunche se divorcia de ella. |
| Yu Shaoqun     | Anji Bosang     | 3                | Es un alto monje muy respetado, conocido como el Gran Maestro Budista. Al ser un joven apuesto, es incriminado por Jin Yuyan y acusado falsamente de mantener un romance con Ula-Nara Ruyi. |
| Zhang Yuxi     | Shui Linglong   | -                | Es una famosa cortesana que es favorecida por Qianlong, y asegura que no vende su cuerpo sino sus talentos. Más tarde es obligada por Rongpei a convertirse en monja. |
| Li Guangjie    | Príncipe Yu     | -                | Es el Príncipe del clan Yu de Joseon y el verdadero amor de Jin Yuyan. Es un hombre mezquino que nunca la amó y siempre la utilizó para su propio beneficio. |
| Fang Xiaoli    | Madame Narbu    | 5                | Es la madre de Ula-Nara Ruyi. |
| Meng Xiu       | Madame Wei      | -                | Es la madre de Wei Yanwan, una mujer codiciosa, vulgar y detestable. Asume la culpa de dañar a los hijos de Ula-Nara Ruyi por su hija, por lo que es condenada a muerte. |
| Cai Wenyan     | Madame Fuca     | 5                | Es la madre de Fuca Langhua. |
| Song Jiateng   | Haigiya Zhaqi   | 3                | Es el sobrino de Keliyete Hailan, un hombre codicioso y odioso, que siempre busca obtener dinero de su tía. Es manipulado por Wei Yanwan para incriminar a Hailan de haber dañado a los hijos de Ula-Nara Ruyi. Más tarde muere torturado.                                                                                    |
| Xu Xiaoning    | Zuo Lv          | -                | Es el hermano menor de Wei Yanwan, un hombre sin oficio ni beneficio que siempre fue favorecido por su madre por encima de Wei Yanwan por ser varón. Más tarde revela las malas acciones de su hermana. |
| Liu Yupu       | Bai'erguosi     | -                | Es el padre de Bai'ergesi Kezhuzi. |
| Liu Jun        | Han A'ti        | -                | Es el Gobernante de la Tribu Han y el padre de Han Xiangjian. |
| Wu Rige        | Saisang Gendun  | -                | Es el Gobernante de la Tribu Khorchin y el padre de Borjigit Eyinzhu. |
| -              | Septeng Baljur  | -                | Es el Príncipe de la Tribu Khorchin y el esposo de Jingse. Se sabe que ignora a Jingse y prefiere pasar el tiempo con sus concubinas, haciéndola infeliz en su matrimonio. |
| Wang Leifang   | Han Qi          | -                | Es el primer amor y prometido de Han Xiangjian. Muere sepultado por una avalancha al perseguir la caravana que la transportaba a la Ciudad Prohibida. Xiangjian siente mucho su muerte y nunca lo olvida. |
| Zhang Xiaolin  | An Duo          | -                | Es el discípulo de Anji Bosang. |
| Huang Deyi     | Tian Jun        | -                | Es el hijo de la niñera Tian y el hermano de Tian Yunjiao. |
| Fang Yuchen    | Yao'er          | -                | Es la asistente de Madame Wei. |
| Huang Qianxing | Moxin           | 23               | |
| Yuan Weiyi     | Ai'er           | -                | |
| Yu Tong        | Qin Zhi         | -                | |
| Wang Tianlong  | Qi An           | -                | |
| Zong Kaiti     | Zhang Baotie    | -                | |
| Yang Erbao     | Si Dun          | -                | |
| Hu Gongxiao    | Yuan Bao        | -                | |
| Hao Jia        | Bao Yuan        | -                | |
| Wu Yingqing    | Muni'er         | -                | |
| Du Hongjun     | Bai Lingye Popo | -                | |
| Wu Yingzi      | Rui Sui         | -                | |
| Jiang Zi Xin   | -               | -                | |

## Episodios
La serie está conformada por 82 episodios. 
Los episodios son emitidos todos los lunes a jueves de 20:00 a 21:30 (2 episodios) y para los vip: todos los lunes a las 20:00 (8 episodios).

### Secuela
Ese mismo año New Classics Media anunció que actualmente estaba preparando la producción para la serie "Xifei's Royal Love in the Palace", la cual será la secuela de Ruyi's Royal Love in the Palace.

## Música
La banda sonora de Ruyi's Royal Love in the Palace OST de la serie está conformada por 5 canciones:
| No. | Artista (as)                 | Canción                                                       | Letra      | Música                  | Notas                                          |
| --- | ---------------------------- | ------------------------------------------------------------- | ---------- | ----------------------- | ---------------------------------------------- |
| 1   | A-mei y Sandy Lam            | "Double Shadow" (双影)                                        | Yi Jiayang | Ding Wei y Jim Lee      | (tema musical)                                 |
| 2   | Lei Jia                      | "Incense & Fleeting Years" (沉香流年)                         | Yi Ming    | Yi Ming y Wang Yaoguang | (música de inicio de los episodios 1-46)       |
| 3   | Mao Buyi y Zhou Shen         | "Like the Fragrance of Plum Blossoms We Once Knew" (梅香如故) | Lv Jingye  | Chen Shimei             | (música de cierre de los episodios 1-36)       |
| 4   | Orquesta Filarmónica de Asia | "Things Stay The Same, But People Have Changed" (人非物是)    |            | Chen Shimei             | (música de inicio del episodio 47 en adelante) |
| 5   | Deng Tongtian                | "Worries" (心事)                                              | Lv Jingye  | Yan Qing                | (música de cierre del episodio 37 en adelante) |

## Premios y Nominaciones
| Año  | Categoría                              | Premio                                                       | Nominada                          | Resultado |
| ---- | -------------------------------------- | ------------------------------------------------------------ | --------------------------------- | --------- |
| 2019 | Best Actress in a Leading Role         | Asian Academy Creative Award                                 | Zhou Xun                          | Nominada  |
| 2019 | Most Promising Newcomer                | Golden Bud - The 3rd Network Film And Television Festival    | He Hongshan                       | Ganó      |
| 2018 | Best Actor in a Television Series      | Huading Award                                                | Wallace Huo                       | Nominado  |
| 2018 | Best Directing for a Television Series | Huading Award                                                | Wang Jun                          | Nominado  |
| 2018 | Media Recommended Actors or Actresses  | 10th China TV Drama Award (Domestic TV Series Ceremony)      | Tong Yao                          | Ganó      |
| 2018 | Outstanding Television Series          | China Television Drama Production Industry Association Award | "Ruyi's Royal Love in the Palace" | Ganó      |
| 2018 | Breakthrough Actress Award             | 12th Tencent Video Star Award                                | He Hongshan                       | Ganó      |
| 2018 | Leap TV Actor of the Year              | 12th Tencent Video Star Award                                | Li Qin                            | Ganó      |
| 2018 | TV Series of the Year                  | 12th Tencent Video Star Award                                | "Ruyi's Royal Love in the Palace" | Ganó      |

## Producción
La serie es la secuela del exitoso drama Empresses in the Palace estrenado el 17 de noviembre del 2011 y protagonizado por Sun Li, Chen Jianbin, Ada Choi, Jiang Xin, Li Dongxue, Lan Xi y Tao Xinran.
Está basada en la novela "Hou Gong Ru Yi Zhuan" de Liu Lianz (Wu Xuelan). New Classics Media escogió la serie para una temporada de 90 episodios (los cuales posteriormente fueron reducidos a 87), cada episodio costó aproximadamente $1.95 millones, convirtiéndola en la serie más cara de China.
La serie también es conocida como "The Legend of Ruyi" y "Inner Palace: Legend of Ruyi".
Es dirigida por Wang Jun, escrita por Lianzi (el autor de la novela original) y cuenta con el productor ejecutivo Huang Lan. También cuenta con William Chang y Tongxun Chen como los directores generales de estilo, con Han Zhong como el director de arte y Peng Xuejun como el director de la cinematografía.
El 14 de enero del 2016 se anunció que la actriz Zhou Xun había sido elegida para interpretar el personaje principal femenino de la Emperatriz Ulanara. Mientras que el 27 de mayo del mismo año se anunció que el actor Wallace Huo había sido elegido para interpretar el personaje principal masculino del Emperador Qianlong.
El 3 de agosto del 2017 se anunció que los actores Janine Chang, Vivian Wu, Dong Jie, Tong Yao, Jing Chao, Xin Zhilei, Li Chun, Zeng Yixuan y Chen Haoyu habían sido elegidos para interpretar papeles principales e importantes en el drama.
Las filmaciones comenzaron el 23 de agosto del 2016 y fueron realizadas en varios lugares incluidos Hengdian World Studios, Beijing, Mongolia Interior y Hangzhou, finalizando el rodaje el 5 de mayo del 2017.
La serie cuenta con el apoyo de la compañía de producción "New Classics Media" y es emitida a través de Tencent.

### Popularidad
A pesar de recibir críticas mixtas, la serie fue aclamada por sus exquisitos accesorios, espléndidos sets y por su elenco estelar, con una puntuación de 7.3 en Douban.

### Distribución Internacional
El 10 de junio del 2016 "Fox Networks Group Asia (FNG)" y "Turner Broadcasting System Asia" adquirió los derechos globales fuera de China continental de la serie, permitiendo que sea el primer drama de época épica asegurado por la FNG para mercados fuera de China.
La serie será transmitida por STAR Chinese Channel (SCC), el canal de entretenimiento general chino y por Oh!K, el canal de entretenimiento coreano y chino.
La serie ha debutado en 18 países y regiones, entre ellos Estados Unidos, Canadá y Australia el 20 de agosto del 2018. También es emitida en Japón, Corea del Sur, Tailandia, Camboya y Vietnam.
- Oh!K.

### Censura
El 25 de enero, un periódico oficial del gobierno criticó al programa por no promover los valores socialistas. El 29 de enero, el gobierno de China canceló el programa y programas similares como Story of Yanxi Palace.